# Burg Hohenbregenz
Die Burg Hohenbregenz ist die Ruine einer hochmittelalterlichen Höhenburg bei Bregenz in Vorarlberg in Österreich.

## Lage
Die Ruine liegt südöstlich von Bregenz auf dem 598 m hohen Gebhardsberg, der wegen seiner weiträumigen Sicht auf den Bodensee ein beliebtes Ausflugsziel ist.

## Anlage
Von den mittelalterlichen Bauteilen sind nur die Ringmauer der Hochburg und Teile des Palas erhalten.
Im ehemaligen Palas der Burg wurde 1723 eine Wallfahrtskirche des Heiligen Gebhard gebaut, der dem Berg seinen Namen gibt.

## Geschichte der Burg Hohenbregenz

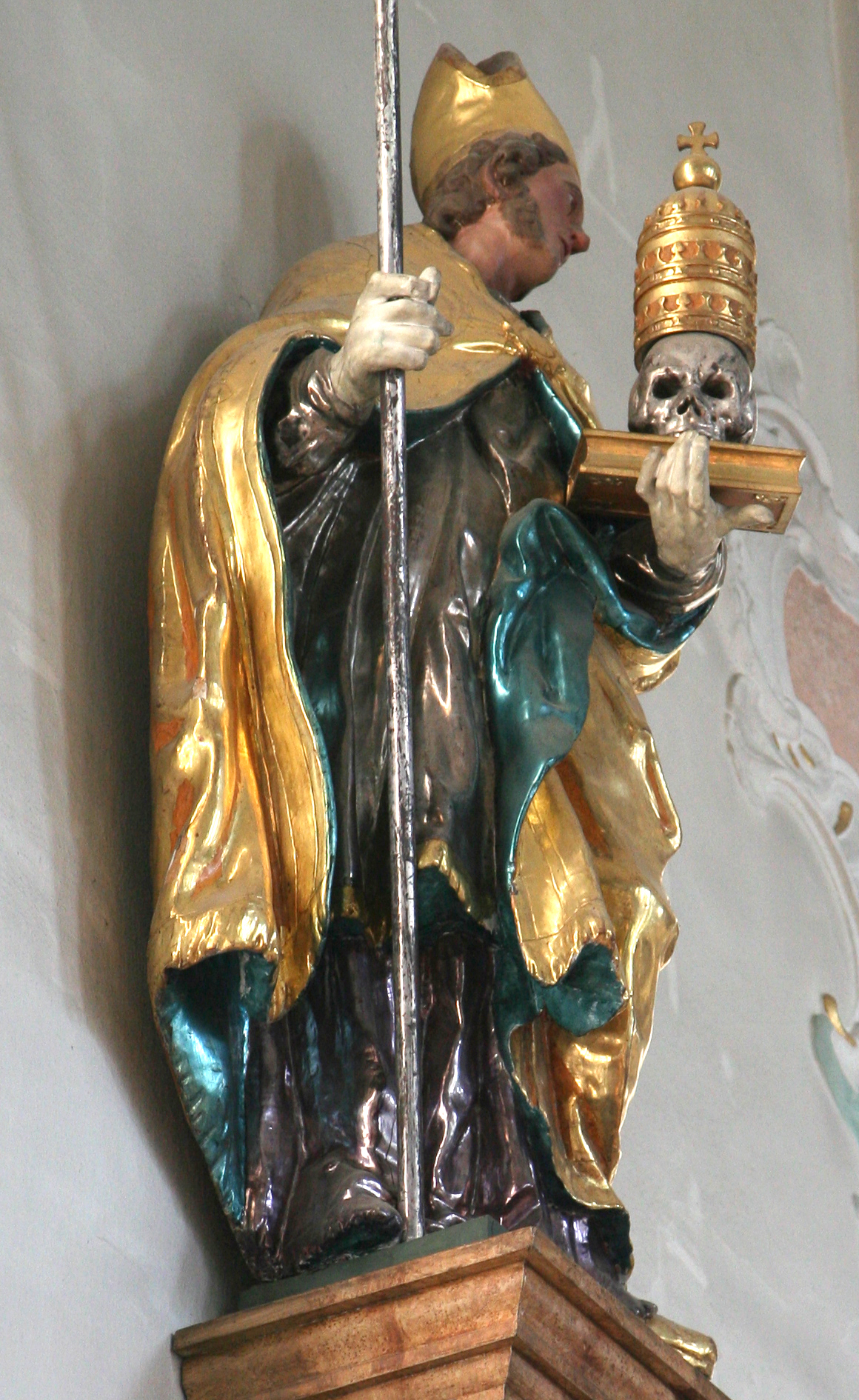
Figur des Hlg. Gebhards in der Pfarrkirche St. Gallus

Erbaut wurde die Burg im letzten Viertel des 11. Jahrhunderts (vor dem Jahr 1097) von den Grafen von Bregenz (Ulriche). Erstmals urkundlich erwähnt ist die Burg 1209.
1143 ging die Burg an die Grafen von Pfullendorf über, blieb aber nur kurz in deren Besitz. Schon wenige Jahre später (1170) kam sie an den Pfalzgrafen Hugo von Tübingen (Vater Hugos I. Graf von Montfort). Durch Verkauf ging 1451 der obere und 1523 der untere Burgteil an die Habsburger, die die Burg zum Sitz österreichischer Vögte machten.
Anfang des 17. Jahrhunderts baute man die Burg zur Festung aus. 1647 gegen Ende des Dreißigjährigen Kriegs konnten sie schwedische Truppen kampflos einnehmen. Sie sprengten die Festung noch im selben Jahr durch Zündung von fünf Minen (siehe Seekrieg auf dem Bodensee 1632–1648).

## Geschichte der Wallfahrtskirche auf dem Gebhardsberg

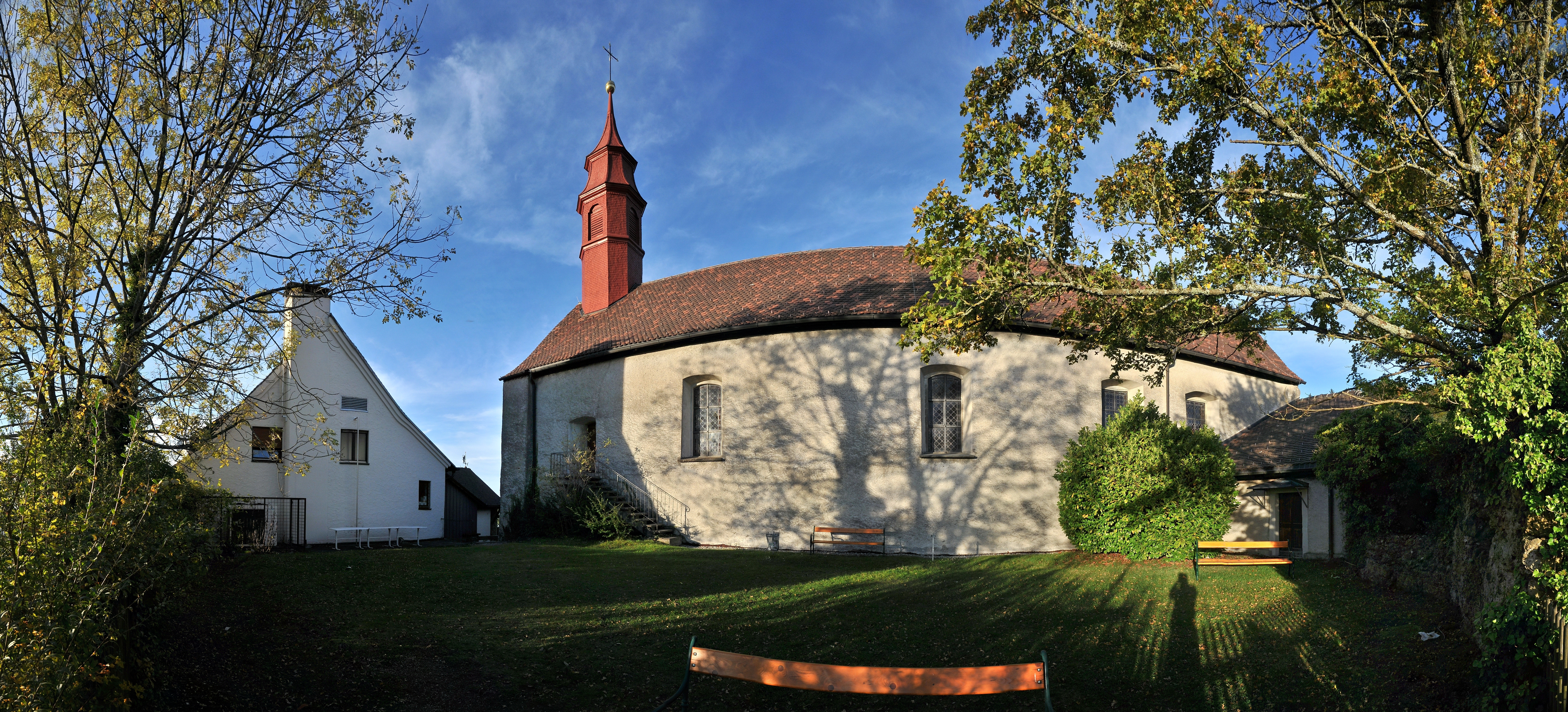
Wallfahrtskirche hl. Gebhard

In der Ruine siedelten sich Einsiedler an und errichteten die erste Eremitenklause. Ab 1670 gewann die Ruine Bedeutung als Wallfahrtsort des Heiligen Gebhard. 1723 weihte man die in der Ruine errichtete Kirche zu Ehren St. Georgs und des Hl. Gebhard und sprach seitdem nur noch vom Gebhardsberg.
Die Kirche brannte 1791 ab, wurde aber noch im gleichen Jahr in ihrer heutigen Form wieder aufgebaut. Mönche des aufgehobenen, einst von Gebhard gegründeten Klosters Petershausen bei Konstanz, schenkten 1821 der Kirche eine Armreliquie des Hl. Gebhard. 1896/1897 anlässlich der 900-Jahr-Feier des Hl. Gebhard gestaltete der Münchner Maler Gebhard Fugel den Kirchenraum mit beeindruckenden Fresken aus.
1994/1995 nahm man die jüngste Renovierung vor.

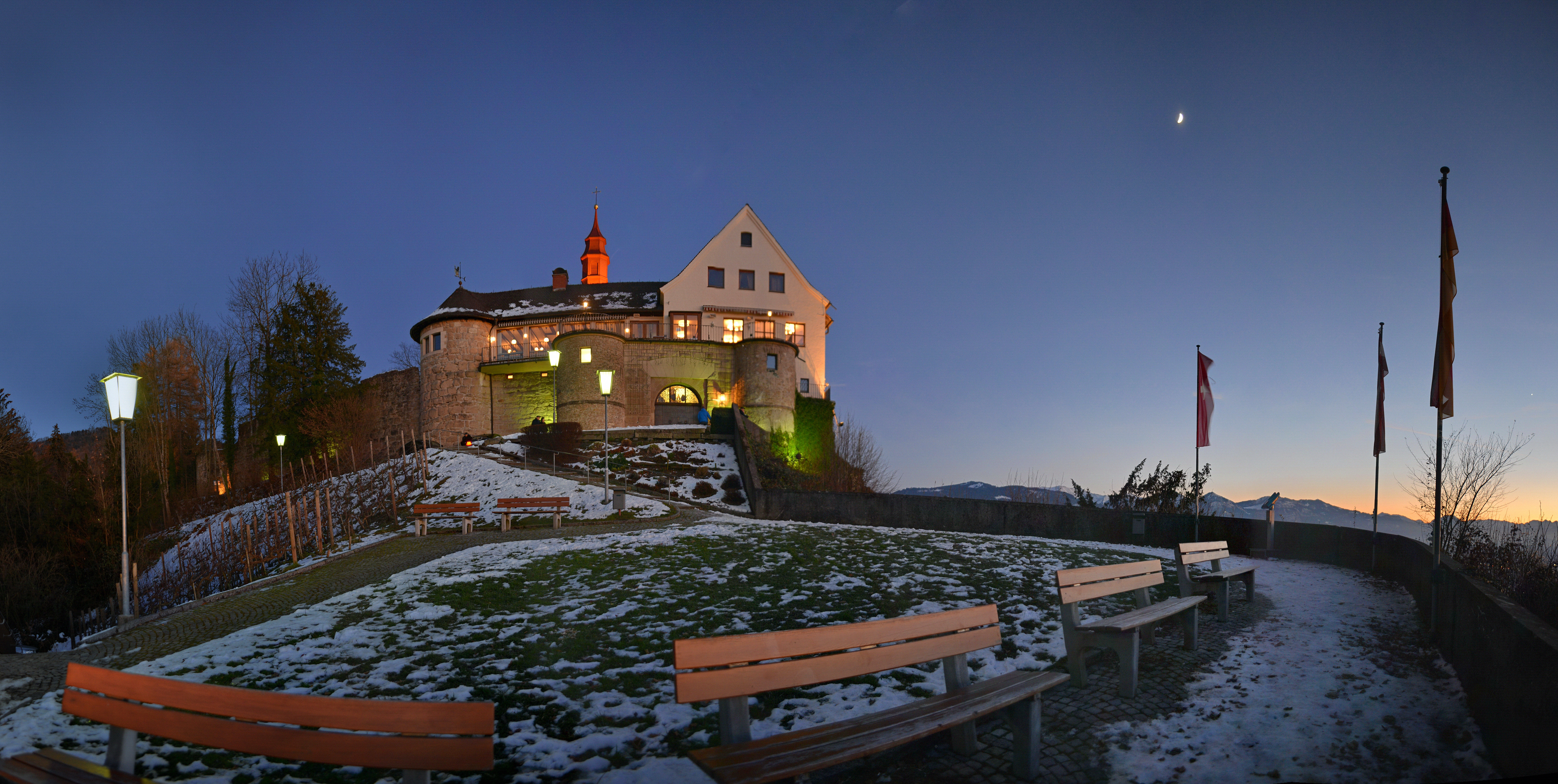
Seitenansicht der Burg, Eingang zur Gaststätte

## Heutige Nutzung
Im Zuge ihrer neuen Nutzung wurde die Ruine mehrfach für religiöse und gastronomische Zwecke adaptiert und ausgebaut. 1964 errichtete man die Burggaststätte in der heutigen Form nach Plänen von Willibald Braun und Franz Menia. Dabei wurde eine Kanone aus dem Dreißigjährigen Krieg gefunden und in der Ritterstube eine gotische Decke aus Rankweil eingebaut. An die Kaiserin Maria Theresia und die ehemalige habsburgische Besitzung erinnert ein nach ihr benanntes Zimmer mit ihrem Bild.